# Radoševići (Vareš, BiH)
Radoševići su naseljeno mjesto u općini Vareš, Federacija Bosne i Hercegovine, BiH.

## Stanovništvo

### 1991.
Nacionalni sastav stanovništva 1991. godine, bio je sljedeći:
ukupno: 188
- Hrvati - 181
- Muslimani - 1
- ostali, neopredijeljeni i nepoznato - 6

### 2013.
Nacionalni sastav stanovništva 2013. godine, bio je sljedeći:
ukupno: 47
- Hrvati - 44
- ostali, neopredijeljeni i nepoznato - 3